# ロバート・スティーブンス (技術者)
ロバート・リビングストン・スティーブンス（英語: Robert Livingston Stevens、1787年10月18日 - 1856年4月20日）は、発明家のジョン・スティーブンスの息子で、1807年に父親とともに蒸気船のフェニックスを建造し、これが1809年にニューヨークからデラウェア川まで航海して初めて大洋を航海した蒸気船となった。ロバート・フルトンとそのパートナーである駐仏アメリカ公使のロバート・リビングストンがニューヨークにおける独占権を得ていたため、フェニックスはニューヨークの港では運航することができなかった。
ロバート・リビングストン・スティーブンスは1808年に、ウェーブラインと呼ばれる、蒸気船船体のくぼませた喫水線を適用した。彼はその他造船関連の改良を発明し、また着発弾を発明してこの権利は政府に売却された。1842年には彼は政府から初めての装甲艦を建造するよう依頼を受けたが、完成させることなく亡くなった。

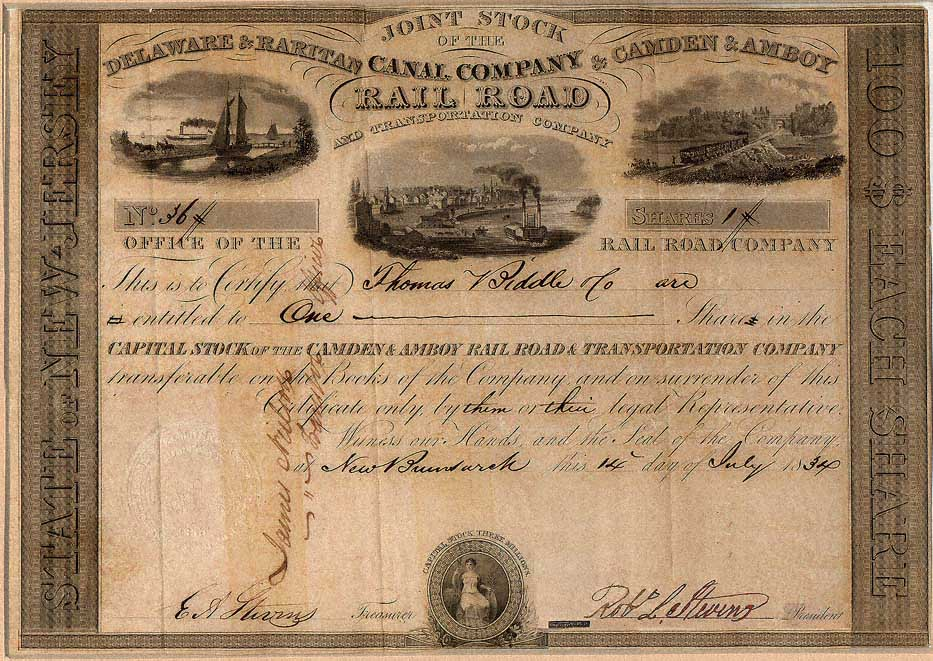
ロバート・スティーブンスが署名した1834年の株式証券

ロバート・スティーブンスは1830年代から1840年代にかけてカムデン・アンド・アンボイ鉄道の社長であった。蒸気機関車の「ジョン・ブル」が到着した時、当初は彼にちなんでスティーブンスと名付けられていた。彼の父親が鉄道用の逆T字レールを発明したと時折言及されることがあるが、実際にはロバート・スティーブンスがカムデン・アンド・アンボイ鉄道における最初の全鉄製レールの発明者であると考えられている。1831年以前はアメリカの鉄道のレールはすべて、木造のレールの表面に鉄製のストラップを取り付けたものであった。2人のうちのどちらか1人がイングランドへ出向いてこの新しいレールを購入した。当時レールの生産ができる圧延工場はアメリカに存在しなかったためである。この逆T字レールは全世界的に使用されることになった。これが1789年にイングランドにおいて発明された、フランジをレールではなく車輪に取り付けた鋳鉄製のレールを置き換えることになった。逆T字のレールはイングランドでは1836年に技術者のチャールズ・ビグノールズが導入したことから、ヨーロッパではビグノールズレールと呼ばれるようになっている。
彼の兄弟にジョン・コックス・スティーブンスとエドウィン・オーガスタス・スティーブンスがいる。